# Seleukos VII.
Seleukos VII. (altgriechisch Σέλευκος Séleukos) war ein wenig bedeutendes Mitglied der Dynastie der Seleukiden, er lebte in der ersten Hälfte des 1. Jahrhunderts v. Chr.

## Leben
Seleukos VII. war der Sohn des Seleukidenkönigs Antiochos X. und dessen Gemahlin Kleopatra V. sowie der jüngere Bruder des Antiochos XIII. Die beiden Brüder gingen auf Wunsch ihrer Mutter 75 v. Chr. nach Rom, um beim Senat eine Bestätigung ihrer Ansprüche auf den ägyptischen Thron zu fordern, den inzwischen der illegitime Ptolemaios XII. innehatte. Obwohl sie, um die Senatoren für sich zu gewinnen, einen schönen Kandelaber für den Capitolinischen Tempel gespendet hatten, wurden sie von den einflussreichen Römern nicht empfangen und mussten schließlich nach zwei Jahren unverrichteter Dinge wieder abreisen.
Meist wird in der Forschung angenommen, dass der jüngere Bruder des Antiochos XIII. mit jenem Seleukos identisch ist, der 57 v. Chr. von den Alexandrinern als Gatte für ihre Königin Berenike IV. (einer Schwester der berühmten Kleopatra VII.) bestimmt wurde. Wegen seiner unfeinen Umgangsformen wurde er spöttisch Kybiosaktes (Κυβιοσάκτης Kybiosáktēs, deutsch ‚Pökelfischhändler‘) genannt. Nach wenigen Tagen ließ ihn aber Berenike IV. – angeblich wegen seiner Primitivität – erdrosseln. Wahrscheinlich ist er auch mit dem von Porphyrios als Freier der Berenike bezeichneten seleukidischen Prinzen identisch, der einer schweren Krankheit erlag. Akzeptiert man diese Gleichsetzung, dann kann man schließen, dass anscheinend verschiedene Versionen über seinen Tod verbreitet wurden; die eine könnte von den Freunden, die andere von den Feinden der ägyptischen Königin stammen.
Siehe auch: Liste der Seleukidenherrscher